# Fraude de títulos
Fraude de valores mobiliários, também conhecida como fraude de ações e fraude de investimento, é uma prática enganosa nos mercados de ações ou commodities que induz os investidores a tomarem decisões de compra ou venda com base em informações falsas, frequentemente resultando em perdas, em violação às leis de valores mobiliários.
A fraude de títulos também pode incluir roubo direto de investidores (desfalque por corretores de ações), manipulação de ações, distorções nos relatórios financeiros de uma empresa pública e mentiras para auditores corporativos. O termo abrange uma ampla gama de outras ações, incluindo informações privilegiadas, front running e outros atos ilegais no pregão de uma bolsa de valores ou mercadorias.

## Tipos de fraude de títulos

### Fraude corporativa

#### Má conduta corporativa
A fraude por parte de executivos corporativos de alto escalão tornou-se um assunto de ampla atenção nacional durante o início dos anos 2000, conforme exemplificado pela má conduta de executivos corporativos na Enron. Tornou-se um problema de tal magnitude que a administração Bush anunciou o que descreveu como uma "agenda agressiva" contra a fraude corporativa. Manifestações menos divulgadas continuam, como a condenação por fraude em títulos de Charles E. Johnson Jr., fundador da PurchasePro em maio de 2008. O então diretor do FBI, Robert Mueller, previu em abril de 2008 que os casos de fraude corporativa aumentarão por causa da crise das hipotecas subprime.

#### Corporações fictícias
As corporações fictícias podem ser criadas por fraudadores para criar a ilusão de ser uma empresa existente com um nome semelhante. Os fraudadores então vendem os títulos da empresa fictícia induzindo o investidor a pensar que estão comprando ações da empresa real.

## Características das vítimas e perpetradores
Qualquer investidor pode se tornar uma vítima, mas pessoas com cinquenta anos ou mais costumam ser vítimas, seja como compradores diretos de títulos ou como compradores indiretos por meio de fundos de pensão. Não apenas os investidores perdem, mas também os credores, autoridades fiscais e funcionários.
Os possíveis autores de fraude de valores mobiliários dentro de uma empresa de capital aberto incluem qualquer funcionário desonesto dentro da empresa que tenha acesso à folha de pagamento ou relatórios financeiros que podem ser manipulados para:
1. exagerar ativos
2. receitas exageradas
3. subestimar custos
4. subestimar passivos
5. pennystock subestimado

A Enron Corporation exemplifica todas as cinco tendências e seu fracasso demonstra os perigos extremos de uma cultura de corrupção dentro de uma empresa de capital aberto. A raridade de tais falhas espetaculares de uma empresa por fraude de títulos atesta a confiabilidade geral da maioria dos executivos e conselhos de grandes empresas. Os fracassos mais espetaculares de empresas de capital aberto resultam de causas inocentes como erros de marketing (Schlitz), um modelo de negócio obsoleto (Penn Central, Woolworth's), participação de mercado inadequada (Studebaker), não criminoso incompetência (Braniff).

## Outros efeitos da fraude de títulos
Mesmo que o efeito da fraude de valores mobiliários não seja suficiente para causar falência, um nível menor pode exterminar os detentores de ações ordinárias devido à alavancagem do valor das ações sobre a diferença entre ativos e passivos. Tal fraude é conhecida como ativo aguado, análogo à prática de alimentar o gado com grandes quantidades de água para inflar seu peso antes da venda aos comerciantes.

## Regulamentação de ativo de moeda de um centavo
A regulamentação e o julgamento de violações de fraude de valores mobiliários são realizados em uma ampla frente, envolvendo várias agências governamentais e organizações auto-reguladoras. Um método de regular e restringir um tipo específico de fraude perpetrada por manipuladores de bombas e despejos é direcionar a categoria de ações mais frequentemente associada a esse esquema. Para esse fim, os penny stocks têm sido alvo de intensos esforços de fiscalização. Nos Estados Unidos, os reguladores definiram um penny stock (ativos de moeda um centavo) como um título que deve cumprir uma série de padrões específicos. Os critérios incluem preço, capitalização de mercado e patrimônio líquido mínimo. Valores mobiliários negociados em um nacional bolsa de valores, independentemente do preço, estão isentos de designação reguladora, como um tostão estoque, uma vez que se pensa que os valores mobiliários negociados em bolsa são menos vulneráveis à manipulação. Portanto, o CitiGroup (NYSE:C) e outros títulos listados na NYSE que foram negociados abaixo de um dólar durante a desaceleração do mercado de 2008–2009, embora devidamente considerados como títulos de "baixo preço", não eram tecnicamente "penny stocks". Embora a negociação dos ativos de pennys nos Estados Unidos agora seja controlada principalmente por meio de regras e regulamentos aplicados pela Comissão de Valores Mobiliários dos Estados Unidos (SEC) e pela Autoridade Reguladora do Setor Financeiro (FINRA), a gênese desse controle é encontrada na lei de títulos estaduais. O estado da Geórgia foi o primeiro estado a codificar uma lei abrangente de títulos mobiliários de baixo custo. O secretário de Estado Max Cleland, cujo escritório fazia cumprir as leis de valores mobiliários do Estado foi o principal proponente da legislação. O deputado Chesley V. Morton, o único corretor de bolsa na Assembleia Geral da Geórgia na época, foi o principal patrocinador do projeto na Câmara dos Representantes. A lei de penny stock da Geórgia foi posteriormente contestada no tribunal. No entanto, a lei acabou sendo mantida no Tribunal Distrital dos Estados Unidos, e o estatuto tornou-se o modelo para leis promulgadas em outros estados. Pouco tempo depois, a FINRA e a SEC promulgaram revisões abrangentes de seus regulamentos de estoque centavo. Esses regulamentos mostraram-se eficazes tanto no fechamento quanto na restrição significativa de corretores/negociantes, como Blinder, Robinson & Company, que se especializou no setor de penny stocks. Meyer Blinder foi preso por fraude em títulos em 1992, após o colapso de sua empresa. No entanto, as sanções segundo essas regulamentações específicas carecem de um meio eficaz para lidar com os esquemas de bombeamento e despejo perpetrados por grupos e indivíduos não registrados.